# نتسي جيرفي
69°14′N 28°03′E / 69.233°N 28.050°E
نتسي جيرفي هي بحيرة متوسطة الحجم تقع في إقليم لابي (فنلندا) في فنلندا. وهي تقع على بعد 68 كم من حدود النرويج، في قرية ناتمو. وهي تنتمي إلى منطقة مستجمعات المياه الرئيسية باتسجوكي.